# Antoni de Cardona i de Borja
Antoni de Cardona i de Borja-Llançol de Romaní (Regne de València, segle xvi - segle xvii), senyor de Castellnou.
Va ser batlle general de València. Fill de Joan de Cardona i Roís de Liori i de Lluïsa de Borja-Llançol de Romaní i Sorell. Casat el 16 amb Caterina Milà d'Aragó, filla dels comtes d'Albaida, amb qui va tenir un fill, Alfons de Cardona i Milà d'Aragó, virrei de Mallorca i marquès de Castellnou, que es va casar amb la comtessa d'Erill. Lluísa de Borja va morir quan Alfons tenia cinc anys. Antoni va tornar a casar-se amb Mariana de Madrigal, comtesa de Laconi, de la qual era el tercer espòs.